# Max Rychner

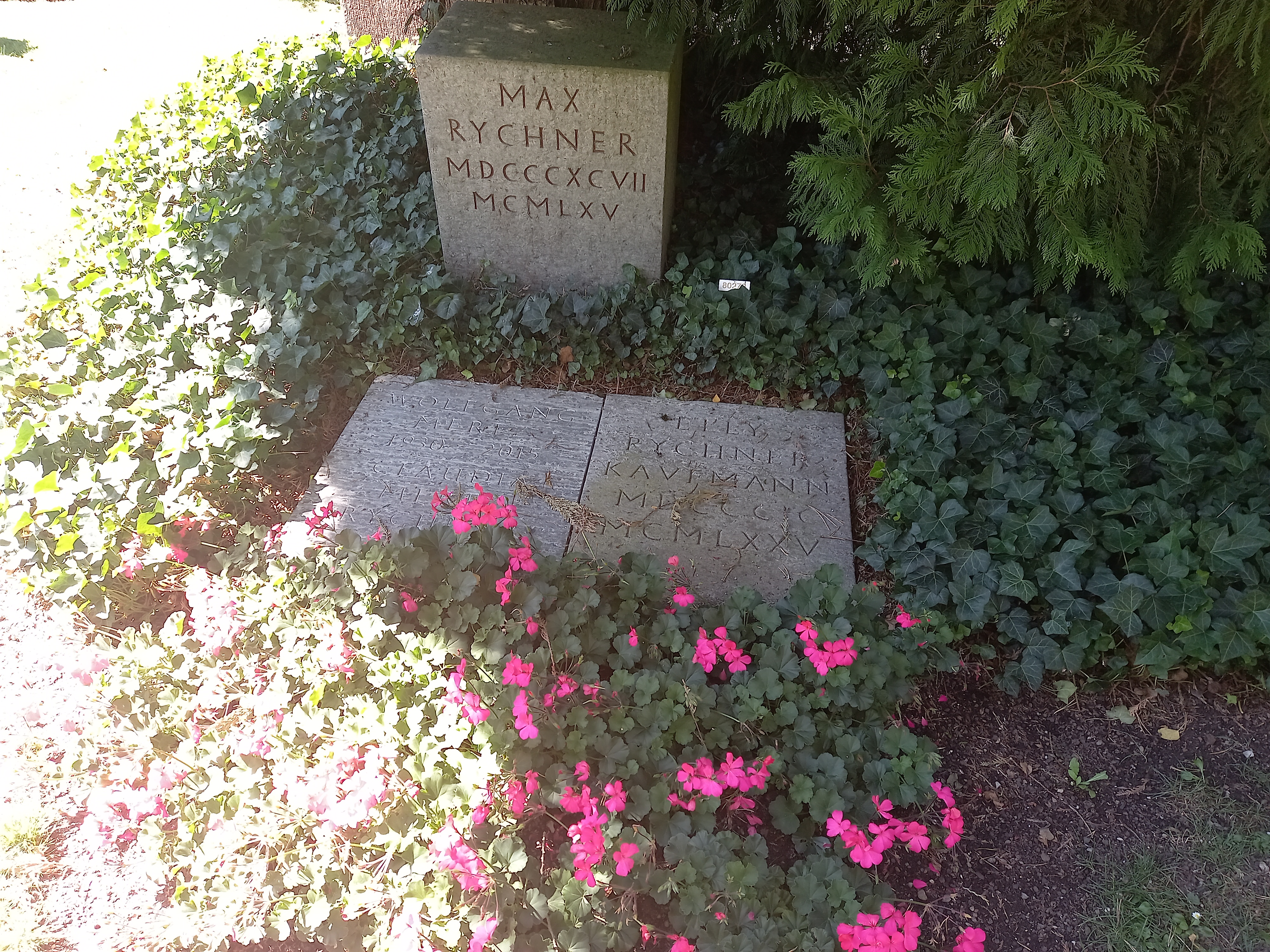
Das Grab von Max Rychner und seiner Ehefrau Elly Kaufmann auf dem Friedhof Fluntern in Zürich

Max Rychner (* 8. April 1897 in Lichtensteig, Kanton St. Gallen; † 10. Juni 1965 in Zürich) war ein Schweizer Journalist und Schriftsteller.

## Leben
Max Rychner wurde als ältester Sohn des Dr. med. Eugen Rychner (1867–1960) und der Augusta Klara, geb. Heberlein (1875–1958) geboren. Sein Vater übte den Beruf eines Unfall- und Frauenarztes aus, sein jüngerer Bruder Reinhart war Ingenieur. Bis zum 14. Lebensjahr wuchs Max Rychner in Lichtensteig auf, ehe er in Zürich das Gymnasium besuchte.  Danach studierte er in Bern und Zürich Germanistik, wurde 1921 promoviert und leitete von 1922 bis 1931 die Zürcher Zeitschrift Wissen und Leben (seit 1926 Neue Schweizer Rundschau). Bis 1937 lebte Rychner als Redaktor der Kölnischen Zeitung und Korrespondent der Neuen Zürcher Zeitung in Köln. Nach zweijähriger Tätigkeit als Feuilletonchef beim Berner Bund leitete er von 1939 bis 1962 die Kulturredaktion der Tat in Zürich. Deren Feuilleton gewann unter ihm nach 1945 internationales Format. Rychner gilt unter anderem als Entdecker Paul Celans, der dort frühe Gedichte des im Jahre 1947 noch gänzlich unbekannten Dichters abdrucken ließ und damit erstmals einer breiteren deutschsprachigen Leserschaft zugänglich machte.
Rychner erwarb sich den Ruf eines der bedeutendsten und einflussreichsten Literaturkritiker im deutschsprachigen Raum. 1955 erhielt er die Ehrengabe des Kulturkreises der deutschen Wirtschaft. Seine an hermeneutischen Vorbildern orientierte Methode des Bewunderns erhob formal-ästhetische Kriterien weit über Inhalts- und Sinnfragen. Rychner erhielt den Literaturpreis der Stadt Zürich für das Jahr 1961.
Er war Herausgeber und Übersetzer (Paul Valéry), Lyriker (unter anderem Freundeswort, 1941; Die Ersten. Ein Epyllion, 1949), Novellist und Essayist (unter anderem Zur europäischen Literatur zwischen zwei Weltkriegen, 1943; Arachne, 1957). Zu seinem 65. Geburtstag erschien eine Werkauswahl mit Bibliographie unter dem Titel Bedachte und bezeugte Welt. Er fand auf dem Friedhof Fluntern seine letzte Ruhestätte (Familiengrab).
Die Tochter Claudia Mertz-Rychner (1927–2018) war ebenfalls als promovierte Literaturwissenschaftlerin und Herausgeberin tätig; verheiratet war sie mit Wolfgang Mertz (1930–2015).

## Werke (Auswahl)
- Zur Europäischen Literatur. Atlantis, Zürich 1943
- Glut und Asche. Manesse, Zürich 1945
- Zeitgenössische Literatur. Manesse, Zürich 1947
- Die Ersten. Manesse, Zürich 1949
- Welt im Wort. Manesse, Zürich 1949
- Sphären der Bücherwelt. Manesse, Zürich 1952
- Arachne. Manesse, Zürich 1957
- Antworten. Manesse, Zürich 1961
- Bedachte und bezeugte Welt. Agora, Darmstadt 1962
- Zwischen Mitte und Rand. Manesse, Zürich 1964
- Aufsätze zur Literatur. Manesse, Zürich 1966
- Briefwechsel 1930–1956: Gottfried Benn und Max Rychner. Hrsg. v. Gerhard Schuster. Klett-Cotta, Stuttgart 1986, ISBN 3-608-95427-9
- Bei mir laufen Fäden zusammen. Literarische Aufsätze, Kritiken, Briefe. Hrsg. v. Roman Bucheli. Wallstein, Göttingen 1998, ISBN 3-89244-300-9